# Blancheteatern

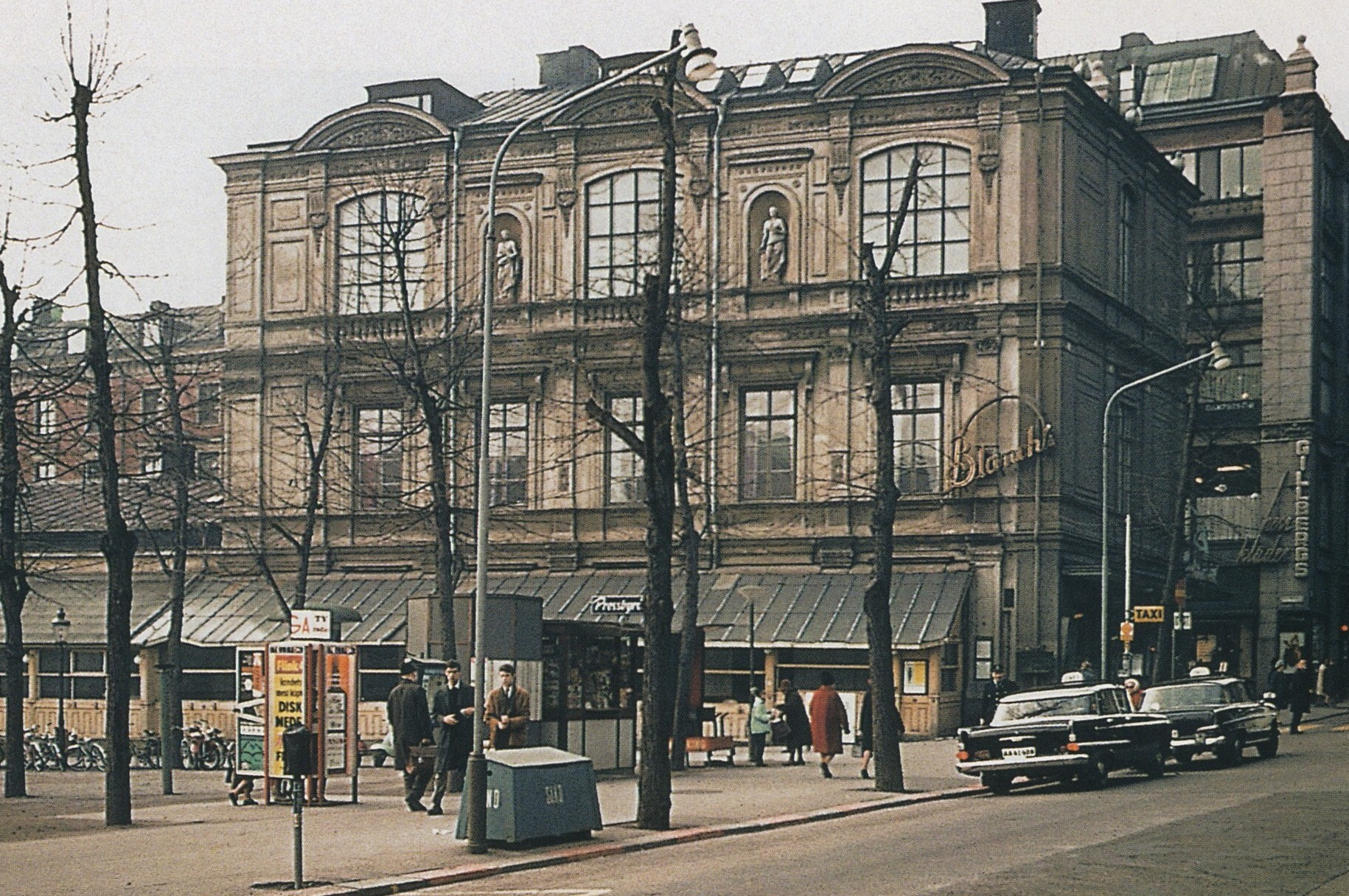
Blancheteatern im Jahr 1964, kurz vor Abriss des Gebäudes

Blancheteatern (auch Blanche-teatern,  vor 1915 Blanchs teater und zeitweise auch Vaudevilleteatern) war ein privates Theater in der Västra Trädgardsgatan in Stockholm.  

## Geschichte
Das Theater lag in der Västra Trädgardsgatan in der Stockholmer Innenstadt. Es wurde durch den Gastronomen Theodor Blanch begründet, der hierzu Räume nutzte, die an das von ihm betriebene Blanchs Café grenzten. Die Eröffnung fand am 31. März 1879 mit einer instruktiv soiré statt, für die der deutsche Physiker August Böttcher (1825–1900) gewonnen wurde. Er hatte zuvor bereits ähnliche populärwissenschaftliche Vorträge mit großem Erfolg am Königlichen Schauspielhaus in Berlin gehalten. Danach wurde das Theater bis 1882 in Anlehnung an Pariser Vorbilder als Vaudevilleteatern bezeichnet. In dieser Zeit standen Gastspiele des dänischen Schauspielensembles von August Rasmussen und der schwedischen Kompanien der Schauspieler Knut Tivander und August Sandberg auf dem Spielplan. Nach finanziellen Misserfolgen wandelte Theodor Blanch das Theater 1883 in eine Galerie um, die als Blanchs konstsalong internationale und schwedische Kunst ausstellte. Anschließend wurden die Räume von 1889 bis 1899 vom Stockholmer Kunstverein genutzt. Nach 1900 befand sich im Gebäude eines der ersten Lichtspieltheater Stockholms.
Seit 1915 wurde das Gebäude wieder als Theater genutzt und als Blancheteatern bezeichnet. Namensgeber war nicht der 1911 verstorbene Theodor Blanch, sondern der schwedische Dramatiker August Theodor Blanche. Anfangs leitete der Schauspieler Bror Öbergson das Haus, der Stücke wie Der Bär von Anton Tschechow, Verlaß mich nicht von Gaston Leroux oder Werke von August Theodor Blanche, Leo Fall und John Bauer zur Aufführung brachte. Danach war etwa ein Jahr lang die Schauspielerin Hilda Borgström für den Spielbetrieb verantwortlich. In ihrer Zeit spielte das Theater beispielsweise Unter vier Augen von  Ludwig Fulda, Die kleinen Verwandten von Ludwig Thoma und Nora oder Ein Puppenheim von Henrik Ibsen. Von 1917 bis 1926 führte Ernst Eklund das Blancheteatern. Unter seiner Leitung gehörten klassische Theaterstücke ebenso zum Programm, wie Unterhaltungsrevuen und Diskussionsabende. Gespielt wurden beispielsweise Stücke wie Geographie und Liebe von Bjørnstjerne Bjørnson, Miss Hobbs von Jerome K. Jerome, Der Friedlose von August Strindberg, Paracelsus von Arthur Schnitzler, Der lebende Leichnam von Leo Tolstoi und Charleys Tante von Brandon Thomas.
Große Erfolge feierte Harry Roeck-Hansen im Theater, der das Haus von 1927 bis 1955 leitete. Der Spielplan in seiner Amtszeit umfasste Klassiker und moderne Stücke von schwedischen und internationalen Autoren. Hierzu zählten Ostern von August Strindberg, Der verhängnisvolle Brief von William Somerset Maugham, Tell me the truth von Leslie Howard, Gefallene Engel von Noël Coward, Was ihr wollt von William Shakespeare, Professor Mamlock (Schauspiel) von Friedrich Wolf, Les Parents terribles von Jean Cocteau, The Gentle People  von Irwin Shaw, Candida von George Bernard Shaw, Der Mond ging unter von John Steinbeck und The Importance of Being Earnest von Oscar Wilde.
In der nachfolgenden Zeit unter der Leitung von Gösta Bernhard gab es im Haus überwiegend Gastspiele anderer Theater. Zur Aufführung kamen beispielsweise Blick zurück im Zorn von John Osborne und Die Mausefalle von Agatha Christie. Von 1958 bis 1961 nutzte die Königliche Oper das Blancheteatern als weitere Spielstätte. Im Haus fand 1958 die Uraufführung der Oper Tranfjorden von Sven-Erik Bäck statt. Weitere Stücke waren The Turn of the Screw von Benjamin Britten,  La cambiale di matrimonio von Gioachino Rossini und Le cinesi von Christoph Willibald Gluck. 1961 wurde das Theater geschlossen, der Abriss des Gebäudes folgte 1965. Im Zuge der Sanierung von Norrmalm entstand an der Stelle des Theaters bis 1969 das Sverigehuset nach Plänen des Architekten Sven Markelius.